# Wapen van Domburg
Het wapen van Domburg heeft twee varianten gekend. Het enige verschil tussen de twee was de vormgeving van de kroon op het wapen zelf.  Het wapen van de stad zou een sprekend wapen kunnen zijn: de stad heeft ooit Duinburcht geheten. Het is alleen niet bekend of er ooit echt een burcht of kasteel in de stad heeft gestaan. De burcht in het wapen kan ook symbool staan voor de stadsrechten die Domburg in het jaar 1223 van Floris IV van Holland heeft verkregen. 
Sinds het oudste bekende gebruik van het wapen is het niet wezenlijk veranderd. Bekende veranderingen betreffen allemaal veranderingen aan de kroon of eventuele schildhouders. Ook de kleuren zijn niet of nauwelijks veranderd. 
In 1966 is de gemeente Domburg met de gemeente Oostkapelle gefuseerd. Er is toen besloten om het oude wapen van Domburg te blijven gebruiken. In 1997 kwam aan het gebruik van het wapen een einde toen de gemeente opging in de nieuwe gemeente Veere. Na de fusie is besloten het oude wapen van Veere te blijven  gebruiken waardoor het wapen van Domburg niet langer in gebruik is en ook niet op is gegaan in een ander wapen.

## Blazoen
De beschrijving van het wapen van Domburg is in 1969 aangepast. Daardoor is er een oud blazoen en een nieuw blazoen. Het wapen daarentegen is nooit gewijzigd. 

### Blazoen 1817
De beschrijving van het oude wapen luidde als volgt:
Van lazuur beladen met een dubbele burgt van zilver. Het schild gedekt met een kroon van 5 fleurons, alles van goud.
Het wapen vertoont een blauw schild met daarop een burcht van zilver. Boven op de burcht staat nog een klein torentje met kantelen in plaats van een dak. Op het wapen staat een gouden markiezenkroon met vijf bladeren of fleurons. 

### Blazoen 1969
De beschrijving van het nieuwe wapen luidde tot 1997 als volgt:
In azuur een geopende dubbele burcht met valdeur, van zilver, verlicht van sabel. Het schild gedekt met een gouden gravenkroon van 3 bladeren en 2 paarlen.
De gebruikte symboliek ten opzichte van het eerdere wapen van de stad Domburg is ongewijzigd. Alleen de omschrijving is gewijzigd. In dit blazoen staat aangegeven dat de burcht een valdeur heeft en dat onderdelen zijn aangegeven in het zwart (sabel). De gebruikte kroon heeft nu geen vijf bladeren maar drie. Tussen de drie bladeren zijn in totaal twee parels aangebracht. 

## Verwante wapens
De volgende wapens zijn vergelijkbaar of verwant aan het wapen van Domburg:

Het wapen van Aardenburg
Het wapen van Arnemuiden
Het wapen van Burgh
Het wapen van Oost-Souburg
Het wapen van Oost- en West-Souburg
Het wapen van Sluis-Aardenburg
Het wapen van West-Souburg

Aagtekerke
· Aardenburg
· Arnemuiden
· Axel
· Baarland
· Bath
· Biervliet
· Biggekerke
· Bloois
· Bommenede
· Borssele
· Boschkapelle
· Botland
· Breskens
· Brigdamme
· Brijdorpe
· Brouwershaven
· Bruinisse
· Burgh
· Buttinge
· Cadzand
· Clinge
· Colijnsplaat
· Domburg
· Dreischor
· Driewegen
· Duiveland
· Duivendijke
· Elkerzee
· Ellemeet
· Ellewoutsdijk
· Eversdijk
· Gapinge
· Graauw en Langendam
· 's-Gravenpolder
· Grijpskerke
· Groede
· Haamstede
· 's-Heer Abtskerke
· 's-Heer Arendskerke
· 's-Heer Hendrikskinderen
· 's-Heerenhoek
· Heille
· Heinkenszand
· Hengstdijk
· Hoedekenskerke
· Hoek
· Hontenisse
· Hoofdplaat
· Hoogelande
· IJzendijke
· Kapelle
· Kats
· Kattendijke
· Kerkwerve
· Klaaskinderkerke
· Kleverskerke
· Kloetinge
· Koewacht
· Kortgene
· Koudekerke
· Krabbendijke
· Kruiningen
· Looperskapelle
· Maire
· Mariekerke
· Meliskerke
· Middenschouwen
· Nieuw- en Sint Joosland
· Nieuwerkerk
· Nieuwerkerke
· Nieuwlande
· Nieuwvliet
· Nisse
· Noordgouwe
· Noordwelle
· Oostburg
· Oosterland
· Oostkapelle
· Oost-Souburg
· Oost- en West-Souburg
· Ossenisse
· Oud-Vossemeer
· Oudelande
· Ouwerkerk
· Overslag
· Ovezande
· Philippine
· Poortvliet
· Renesse
· Rengerskerke en Zuidland
· Retranchement
· Rilland
· Rilland-Bath
· Ritthem
· Sas van Gent
· Scherpenisse
· Schoondijke
· Schore
· Serooskerke (Schouwen-Duiveland)
· Serooskerke (Veere)
· Sinoutskerke en Baarsdorp
· Sint Anna ter Muiden
· Sint-Annaland
· Sint Jansteen
· Sint Kruis
· Sint Laurens
· Sint-Maartensdijk
· Sint Philipsland
· Sirjansland
· Sluis
· Sluis-Aardenburg
· Stavenisse
· Stoppeldijk
· Valkenisse (Walcheren)
· Valkenisse (Zuid-Beveland)
· Vogelwaarde
· Vrouwenpolder
· Waarde
· Waterlandkerkje
· Wemeldinge
· West-Souburg
· Westdorpe
· Westenschouwen
· Westerschouwen
· Westkapelle
· Westkapelle-Buiten en Sirpoppekerke
· Westkerke
· Wissekerke
· Wissenkerke
· Wolphaartsdijk
· Yerseke
· Zaamslag
· Zierikzee
· Zonnemaire
· Zoutelande
· Zuiddorpe
· Zuidzande
· Zwake

Dorpswapens: Geersdijk
· Hansweert
· Kamperland